# M'bour

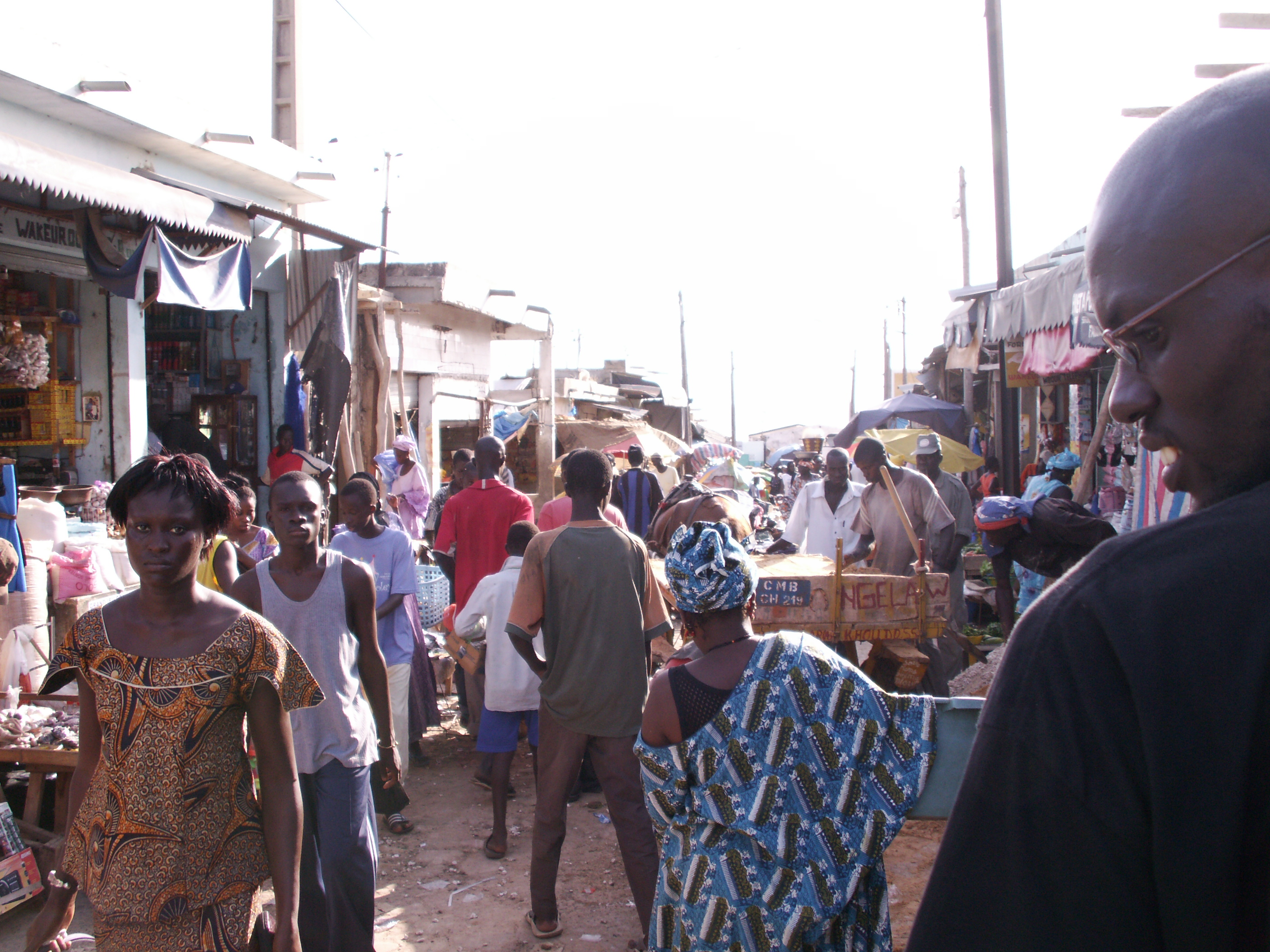
Gata nära hamnen i M'bour.

M'bour är en kuststad i västra Senegal. Den ligger i regionen Thiès och är landets femte största stad med 232 777 invånare vid folkräkningen 2013.